# Caserón de San Bernardo

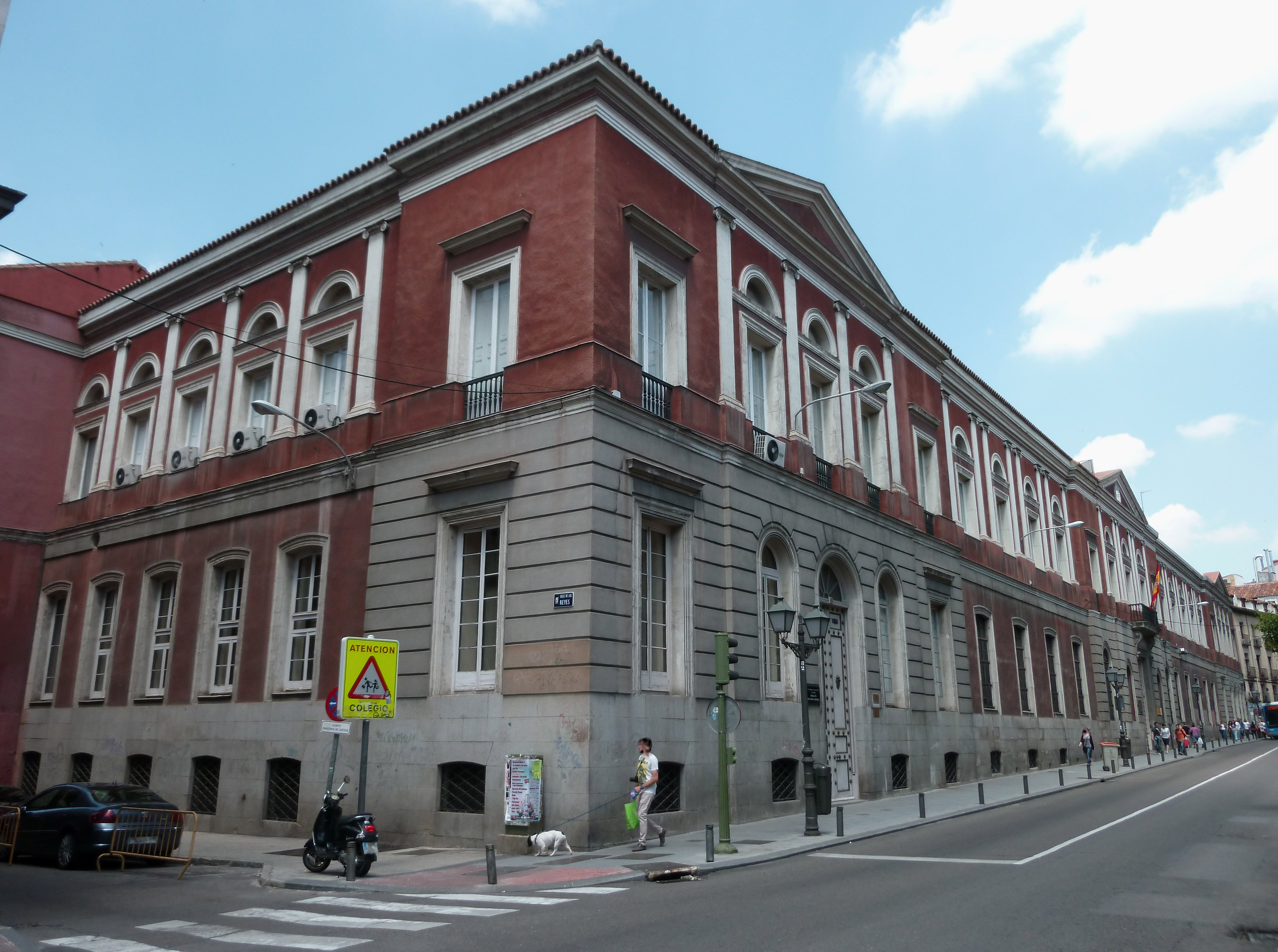
Caserón de San Bernardo

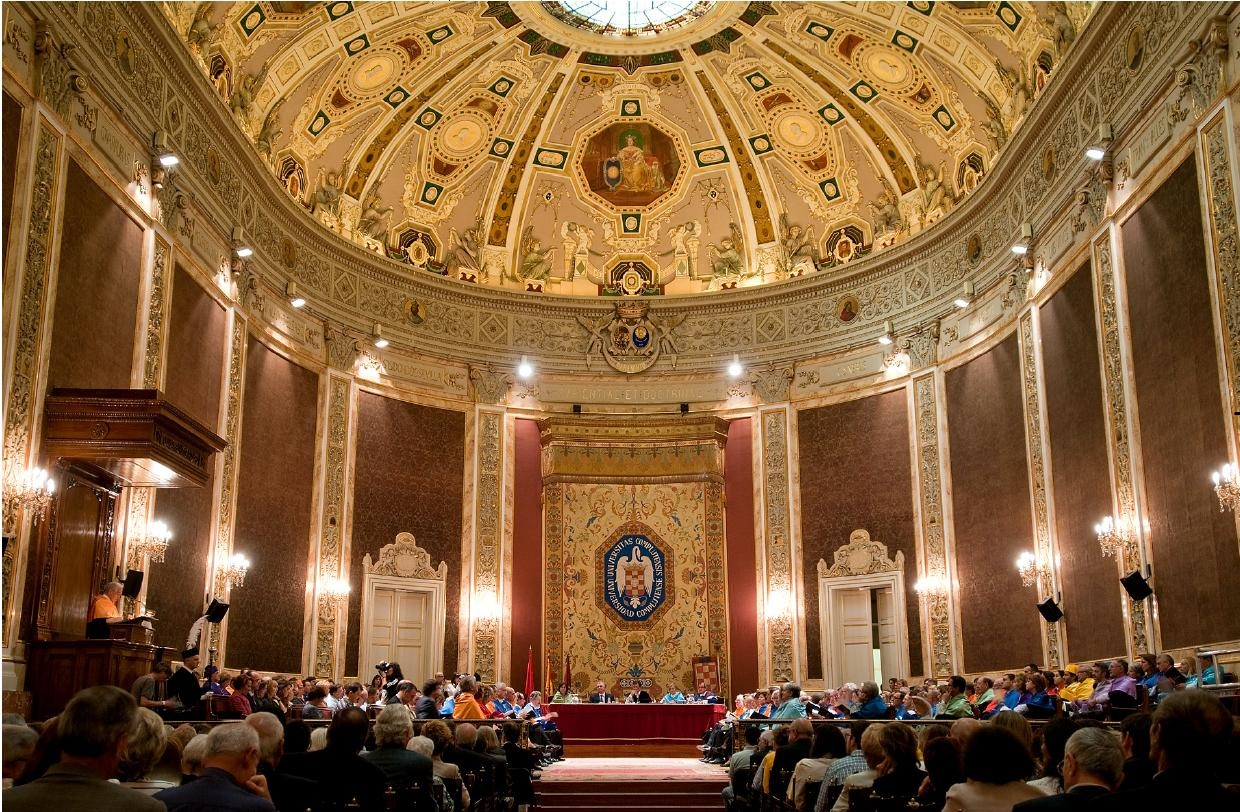
Auditorium von 1852

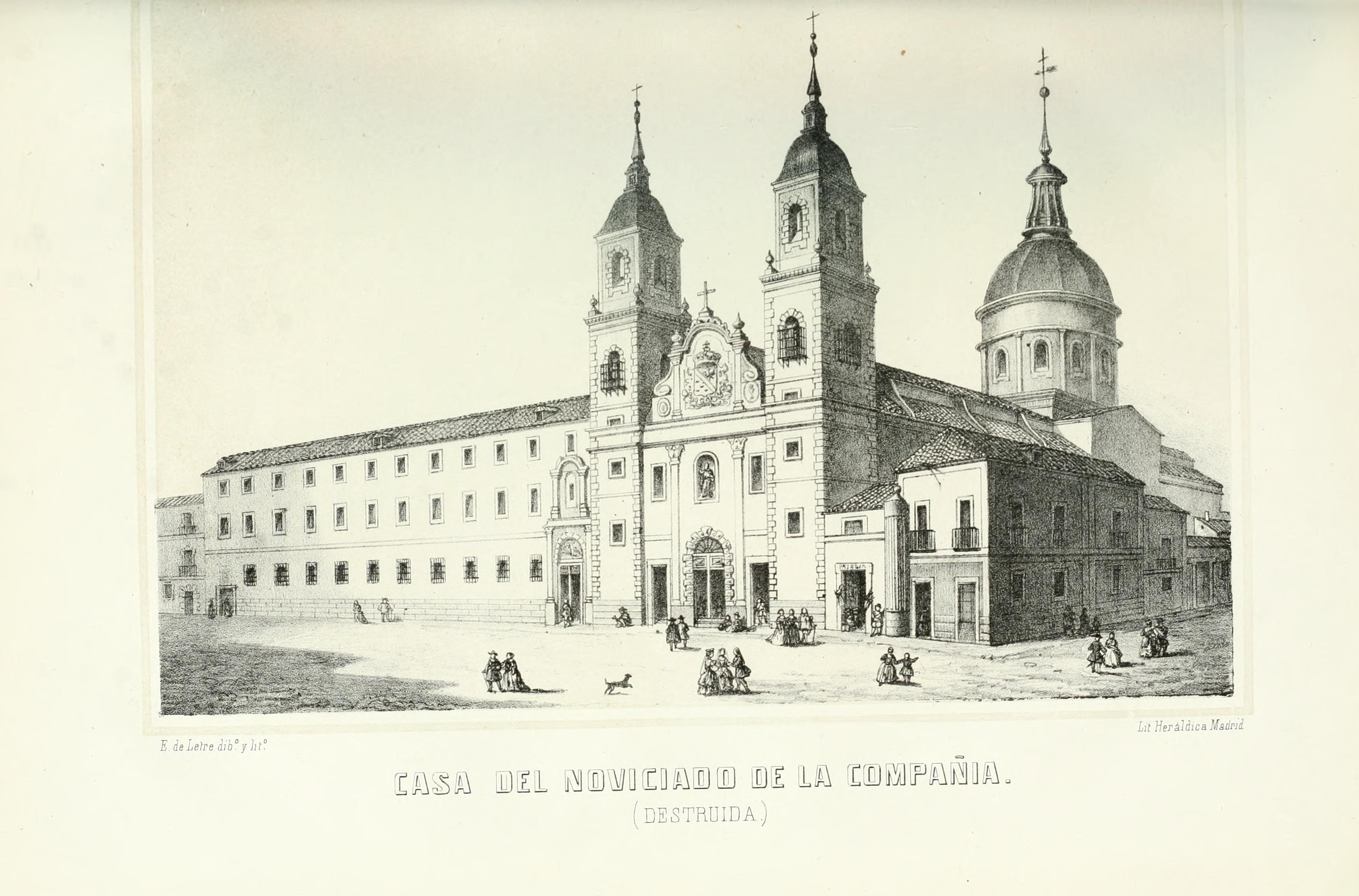
Ehemaliges Gebäude des Jesuitennoviziats

Das Caserón de San Bernardo ist ein historisches Gebäude der Universität Complutense im Zentrum Madrids (distrito Centro) in der Calle de San Bernardo des Barrio Universidad oder inoffiziell Malasaña. Es wird auch Auditorium oder spanisch Paraninfo de la Universidad Complutense genannt.
Im neoklassizistischen Stil wurde es von Narciso Pascual Colomer 1847 über dem vorigen Gebäude des Noviziates (von 1602) des Jesuitenordens erbaut. Der Umbau vergrößerte das Haus auf 105 Meter Länge und 58 Meter Breite. Die Jesuiten hatten es endgültig 1836 verlassen müssen, es sollte dann die aus Alcalá de Henares verlagerte Universität als spanische Zentraluniversität aufnehmen. Sie verblieb lange dort, doch bezogen immer mehr Fakultäten eigene Gebäude und die neue Ciudad Universitaria im Stadtteil Moncloa (1965). Es diente dann dem Bildungsministerium als Verwaltungssitz. Heute beherbergt es noch das Instituto de España. 
An der Seitenstraße Calle de Noviciado 3 ist seit 1928 die neue Fassade mit dem Eingang zur historischen Biblioteca Marqués de Valdecilla, die die reichen Bestände (35.000 Bände) der ehemaligen Jesuitenbibliothek aus dem Colegio Imperial aufgenommen hat. Daneben ist dort seit 2006 das historische Archiv der Kommunistischen Partei Spaniens (PCE) untergebracht worden, das bis zur Gründung 1920 zurückreicht.
Über der ehemaligen Kirche entstand bis 1852 das neue Auditorium maximum mit einem langen ovalen Dachfenster, die ehemaligen Klosterzellenkomplexe wurden zu zwei Innenhöfen. Das historische Auditorium ist 36 × 15 Meter weit und bis zu 18,38 Meter hoch und wird gerne für Festakte genutzt.
Das Gebäude ist am 7. November 1980 zum Bien de Interés Cultural (RI-51-0004437) erklärt worden. 

## Belege
1. ↑  UCM-Biblioteca Histórica Marqués de Valdecilla. Abgerufen am 17. November 2022.
2. ↑  UCM - Biblioteca Histórica Marqués de Valdecilla. Abgerufen am 17. November 2022.

Koordinaten: 40° 25′ 30″ N, 3° 42′ 27,3″ W